# XAI
X.AI Corp., firma prowadząca działalność pod nazwą xAI – amerykański startup działający w obszarze sztucznej inteligencji (AI).

## Historia
Firma xAI została założona przez Elona Muska w Nevadzie 9 marca 2023 (data rejestracji).
Informację o powstaniu firmy ogłoszono 12 lipca 2023. Do zespołu nowo powstałej firmy zrekrutowano pracowników z firm o podobnym profilu: DeepMind, OpenAI, Google, Microsoft Research, Tesla i University of Toronto. Według Muska firma powstała z przesłaniem: „zrozumienie prawdziwej natury wszechświata”. Siedziba xAI znajduje się w rejonie Zatoki San Francisco w Kalifornii.
W 2024 Musk ostrzegł przed zagrożeniami dla miejsc pracy związanymi z rozwojem sztucznej inteligencji.
W grudniu 2024 xAI pozyskała 6 miliardów dolarów przy wsparciu przez Fidelity, BlackRock i Sequoia Capital, dzięki czemu łączne finansowanie przekroczyło 12 miliardów dolarów.
28 marca 2025 Elon Musk ogłosił, że xAI przejęło siostrzaną firmę X Corp., twórcę platformy społecznościowej X (dawniej Twitter), którą Musk przejął wcześniej w październiku 2022. Transakcja, oparta na akcjach, wyceniła X na 33 mld USD, z całkowitą wyceną 45 mld USD uwzględniając 12 mld USD długu. Jednocześnie wartość samego xAI wyceniono na 80 mld USD. Obie firmy zostały połączone w jeden podmiot o nazwie X.AI Holdings Corp..

## Produkty

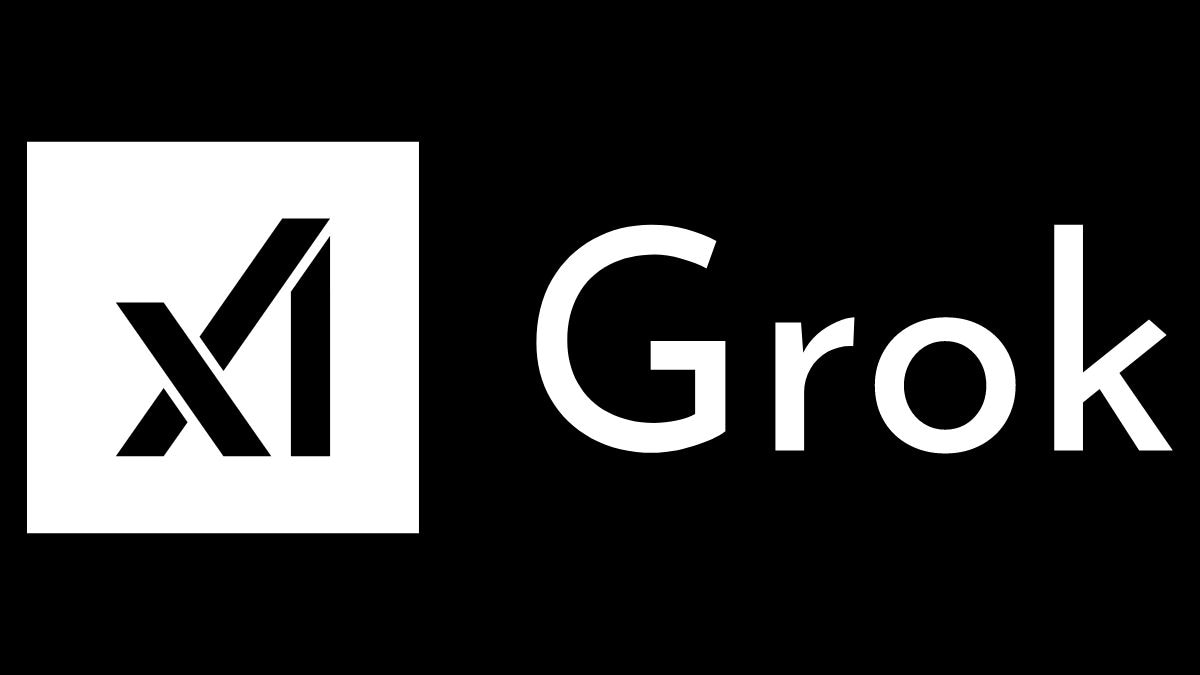
Logo Grok AI (xAI) 2025

4 listopada 2023 xAI zaprezentowała Grok, chatbota opartego na sztucznej inteligencji, zintegrowanego z platformą X.
6 listopada 2023 xAI ogłosiła wydanie PromptIDE, zintegrowanego środowiska programistycznego (IDE) zaprojektowane do inżynierii podpowiedzi i badań nad interpretowalnością, oferujące narzędzia, takie jak edytor kodu Python i rozbudowane narzędzia analityczne, które umożliwiają użytkownikom odkrywanie i udoskonalanie podpowiedzi dla dużych modeli językowych, takich jak Grok-1.
17 marca 2024 xAI udostępniła Grok-1 jako oprogramowanie typu open source.
14 sierpnia 2024 roku Grok-2 został udostępniony abonentom subskrypcji X Premium. Był to pierwszy model Grok-2 z możliwością generowania obrazu.
21 października 2024 xAI udostępniła interfejs programowania aplikacji (API).
9 grudnia 2024 xAI udostępniła model o nazwie Aurora – generowania obrazu na podstawie tekstu.
18 lutego 2025 xAI udostępniła użytkownikom (premium) platformy mediów społecznościowych X model sztucznej inteligencji Grok 3.

## Centrum danych Colossus
We wrześniu 2024 xAI otworzyło swoje centrum danych o nazwie Colossus. Centrum danych początkowo posiadało 100 tys. kart Nvidia H100 pobierających 150 MW prądu.
W grudniu zdolności obliczeniowe zostały powiększone do 200 tys. kart Nvidia H100 i H200.